# José de Jesús Martínez Zepeda
José de Jesús Martínez Zepeda (* 4. September 1941 in Tepeji del Río de Ocampo, Hidalgo) ist ein mexikanischer Geistlicher und emeritierter römisch-katholischer Bischof von Irapuato.

## Leben
José de Jesús Martínez Zepeda empfing am 28. September 1968 die Priesterweihe.
Papst Johannes Paul II. ernannte ihn am 11. März 1997 zum Titularbischof von Naratcata und Weihbischof im Erzbistum Mexiko. Die Bischofsweihe spendete ihm der Erzbischof von Mexiko, Norberto Rivera Carrera, am 12. April desselben Jahres; Mitkonsekratoren waren Ernesto Kardinal Corripio y Ahumada, Alterzbischof von Mexiko, und Mario Espinosa Contreras, Bischof von Tehuacán.
Am 3. Januar 2004 wurde er zum ersten Bischof des mit gleichem Datum errichteten Bistum Irapuato ernannt.
Papst Franziskus nahm am 11. März 2017 seinen altersbedingten Rücktritt an.